# Augenscheinkarte

Augenscheinkarte des Amtes Eich im Ämteratlas des Fürstentums Braunschweig-Wolfenbüttel
Gottfried Mascop, 1574.

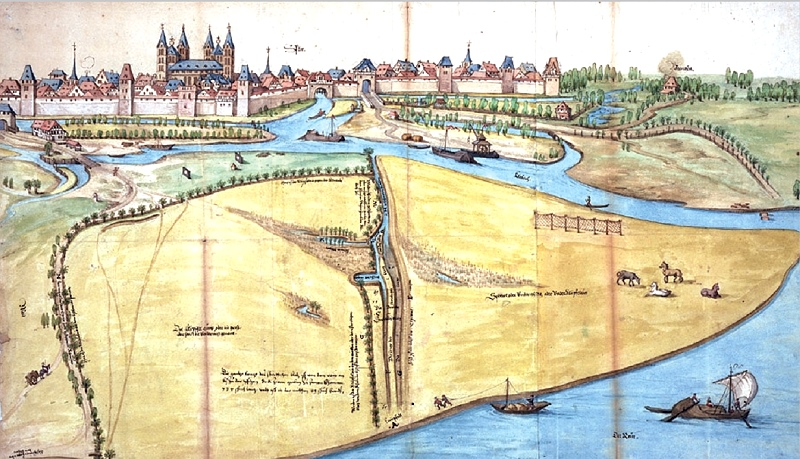
Augenscheinkarte mit einer Ansicht der Stadt Speyer.
Die Karte diente als Unterlage in einem Rechtsstreit der Stadt gegen den Bischof von Speyer vor dem Reichskammergericht.
Aquarell von Wilhelm Besserer, 1574.

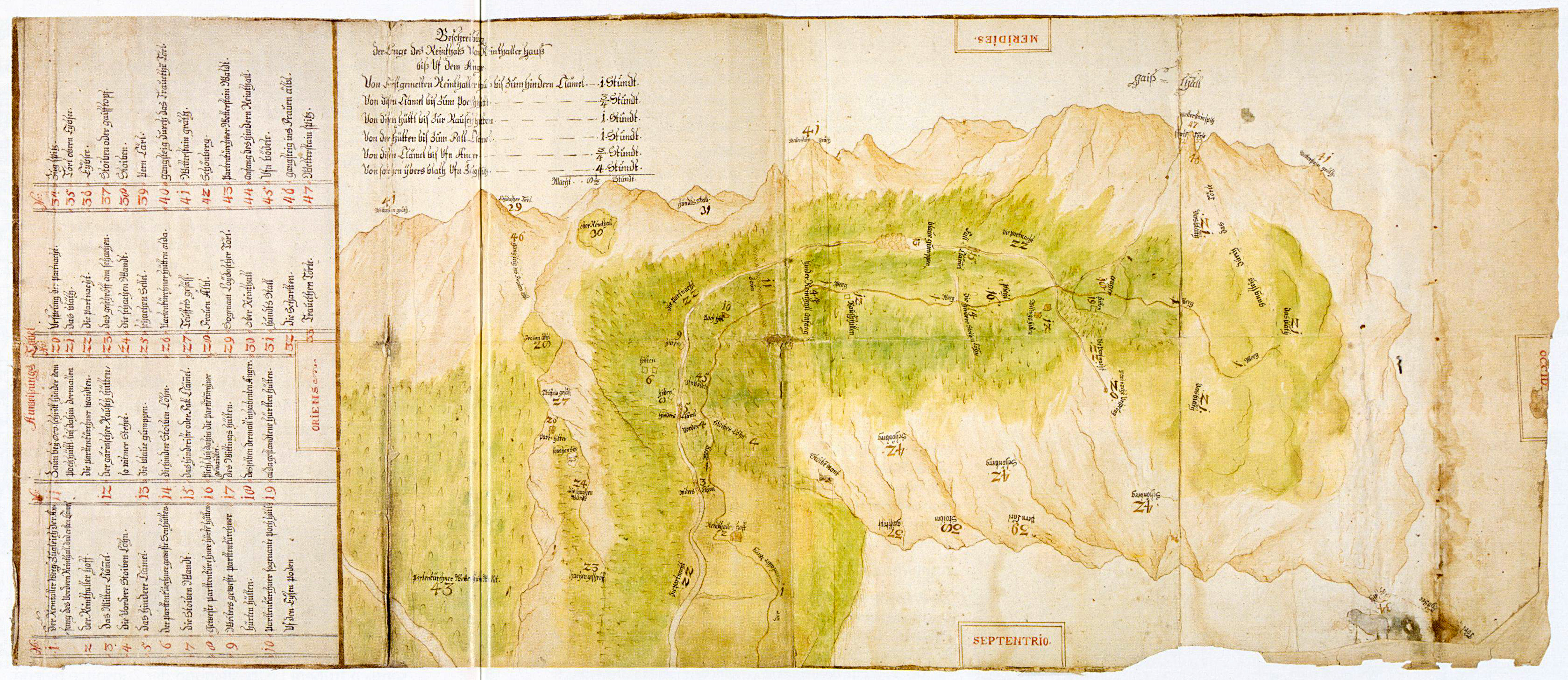
Augenscheinkarte des Reintals und der umgebenden Berge des Wettersteingebirges mit dem Zugspitzplatt um 1730.

Als Augenscheinkarte (auch Streitkarte) wird eine handgezeichnete Landkarte bezeichnet, die topographische Sachverhalte nach dem „Augenschein“ (Besichtigung des Geländes) abbildet, ohne vorangegangene Landesvermessung.

## Kartendarstellung
Augenscheinkarten geben nicht nur topographische, sondern darüber hinaus thematische Sachverhalte bildlich wieder. Sie gewähren den Blick auf einen Ort und erzählen von seinen Bewohnern: Während zum Beispiel Gebäude und Bauernhöfe, Befestigungsanlagen sowie Werften oder Windmühlen oft relativ groß dargestellt werden, finden sich auch Abbildungen von Kleidung, Werkzeugen oder Waffen und sogar ganzer Handlungen.
Topographische Informationen können zwar dominieren, die Ähnlichkeit zu Landkarten ist unverkennbar. Jedoch wurden die topographischen Sachverhalte nach dem Augenschein (einerseits die Besichtigung des Geländes, andererseits das Abmalen nach Augenmaß) abgebildet. Das heißt, dass die Abkonterfeiung (zeitgenössisch auch Riß, Mappe, Gemälde, Abmalung, Besehung, Ab- / Aufriß, Tafel, Landtafel oder eben auch abgerissener Augenschein) in der Regel ohne vorangegangene Landesvermessung erfolgte. Augenscheinkarten genügen somit naturgemäß nicht den Ansprüchen einer Landkarte im Sinne der wissenschaftlichen Kartographie.

## Geschichte
Der Begriff Augenschein ist im deutschen Sprachgebrauch spätestens seit der Zeit um 1500 nachweisbar, war dabei jedoch keinesfalls für den einen Kartentyp reserviert. Im geschichtswissenschaftlichen Forschungsdiskurs bezeichnen die Termini Augenschein-, vereinzelt auch Streit- oder Prozesskarte zunächst jene handgezeichneten Karten, die seit Ende des Spätmittelalters häufig im Kontext von Grenzstreitigkeiten entstanden und derart als Beilagen zu Gerichtsakten überliefert sind. Augenscheinkarten wurden vom Spätmittelalter bis ins 19. Jahrhundert also meist im Kontext von Gerichtsstreitigkeiten überliefert.
Die genaue Funktion der Karten ist aber zumindest in der Frühphase dieser kartographiehistorischen Entwicklung umstritten. Weithin wird davon ausgegangen, dass die Karten als Beweismaterial vor Gericht gedient haben. Eine kritische Überprüfung der archivalischen Überlieferung hält diese Annahme jedoch nicht immer stand. Vereinzelt lässt sich im Gegenteil nachweisen, dass die Karten auch jenseits des Gerichtssaals genutzt wurden. In der juristischen Fachliteratur des 16. und 17. Jahrhunderts wird die Funktion der Karte ebenfalls kontrovers diskutiert. Die Gerichtsordnungen der Zeit erwähnen den Kartentyp zwar vereinzelt, binden ihn aber juristisch an den Maler. Im Auftrag von Landesherren entstanden in Anlehnung an die gerichtlichen Augenscheinkarten dann auch sogenannten Landesaufnahmen für administrative Zwecke.
Lagen Augenscheinkarten Gerichtsakten bei, dienten sie als Illustration zu einem vor Gericht verhandelten Streitfall. Dazu wurden im betroffenen Gelände Ortsbegehungen durchgeführt und der räumliche Sachverhalt des Prozessgegenstandes von einem Zeichner durch eine Handzeichnung festgehalten. Die als Augenscheinkarten bezeichneten Werke unterscheiden sich erheblich in Bezug auf Genauigkeit, Perspektive und Qualität – je nach Fähigkeit und Sorgfalt des Zeichners. Einige Exemplare stellen einen Blick auf die Landschaft dar, wie er von einem bestimmten Ort aus wahrgenommen wurde, oder zeigen aufwändig kolorierte Panoramaansichten mit dekorativer, malerischer Wirkung. Andere Werke sind stark vereinfachte Karten in schematisierter und skizzenhafter Darstellung. Oft wurde die Zeichnung durch umfangreiche Texte ergänzt.
Mit der Verbreitung flächendeckender, großmaßstäbiger, gedruckter Kartenwerke im 19. Jahrhundert verloren Augenscheinkarten an Bedeutung.